# Springfield (Kentucky)
Springfield es una ciudad ubicada en el condado de Washington en el estado estadounidense de Kentucky. En el Censo de 2010 tenía una población de 2519 habitantes y una densidad poblacional de 262,72 personas por km².

## Geografía
Springfield se encuentra ubicada en las coordenadas 37°41′41″N 85°13′4″O / 37.69472, -85.21778. Según la Oficina del Censo de los Estados Unidos, Springfield tiene una superficie total de 9.59 km², de la cual 9.47 km² corresponden a tierra firme y (1.22%) 0.12 km² es agua.

## Demografía
Según el censo de 2010, había 2519 personas residiendo en Springfield. La densidad de población era de 262,72 hab./km². De los 2519 habitantes, Springfield estaba compuesto por el 73.64% blancos, el 19.93% eran afroamericanos, el 0% eran amerindios, el 0.2% eran asiáticos, el 0.04% eran isleños del Pacífico, el 3.45% eran de otras razas y el 2.74% pertenecían a dos o más razas. Del total de la población el 9.41% eran hispanos o latinos de cualquier raza.

## Hijos ilustres
- Kenean Buel, actor de cine mudo.